# Schlotheimia argentinica
Schlotheimia argentinica là một loài rêu trong họ Orthotrichaceae. Loài này được Lorentz & Müll. Hal. mô tả khoa học đầu tiên năm 1879.